# Elecciones para gobernador de California de 1962
Las elecciones para gobernador de California de 1962 se llevaron a cabo el 6 de noviembre de 1962. El titular demócrata, Pat Brown, se postuló para la reelección contra el exvicepresidente de los Estados Unidos y candidato presidencial republicano de 1960, Richard Nixon. En su discurso de concesión a la mañana siguiente, Nixon acusó a los medios de favorecer a su oponente Brown, afirmando que era su "last press conference" ("última conferencia de prensa") y "You won't have Nixon to kick around any more" ("Ya no tendrán a Nixon para patear"). Seis años después, Nixon fue elegido presidente de los Estados Unidos, y diez años después, fue reelegido de forma aplastante.

## Antecedentes
Pat Brown fue un gobernador demócrata relativamente popular en California que fue elegido por primera vez en 1958. Sin embargo, fue visto como vulnerable debido a las críticas de indecisión y errores ocasionales en sus políticas.
En 1958, el Partido Demócrata había arrasado con todos los cargos estatales menos uno, y todos los titulares buscaban la reelección en 1962, A pesar de que los demócratas casi barrieron en 1958 y el estado tenía más demócratas registrados que republicanos (4,289,997 demócratas registrados el día de las elecciones de 1962, en comparación con 3,002,038 republicanos registrados) en ese momento, California generalmente se consideraba un bastión republicano, con gobernadores republicanos y senadores desde el final de la Segunda Guerra Mundial hasta la elección del demócrata Clair Engle al Senado en 1958, y la elección de Brown como gobernador el mismo año. El estado había votado por Eisenhower en 1952 y 1956, y Nixon prevaleció sobre John F. Kennedy en las elecciones presidenciales de 1960.
En 1962, con el popular senador titular Thomas Kuchel esencialmente garantizado para ganar la reelección, el Partido Republicano sintió que también podría ganar la gobernación y recuperar el estado de los demócratas. Recurrieron al exvicepresidente Richard Nixon, el nombre más importante en ese momento en el Partido Republicano de California. Nixon tenía un historial de ganar elecciones estatales en California, habiendo sido elegido senador en 1950, ganando al estado dos veces (en 1952 y 1956) como candidato a la vicepresidencia en la candidatura con Dwight D. Eisenhower, y ganando al estado contra Kennedy en las elecciones presidenciales de 1960. También sintieron que una victoria convincente podría ser un trampolín para que Nixon desafiara a Kennedy nuevamente en 1964, ya que perdió por poco contra él en 1960.

## Primarias Demócratas

### Candidatos

#### Nominado
- Pat Brown, gobernador titular desde 1959.

#### Eliminado en primaria
- John C. Stuart.
- Phillip Moore.
- Alfred L. Hamilton

### Resultados
Los resultados fueron los siguientes:
|  | 81.42 % |

|  | 4.85 % |

|  | 4.69 % |

|  | 4.23 % |

|  | 4.80 % |

|  | 100 % |

1. 1 2  Los votos por escrito fueron para dos candidatos de las primarias republicanas, Joseph C. Shell que gano 66,712 votos y Richard Nixon que gano 35,883 votos.

## Primarias Republicanas

### Candidatos

#### Nominado
- Richard Nixon, exsenador de los Estados Unidos (1950-1953), vicepresidente de los Estados Unidos (1953-1961) y candidato republicano a la presidencia de los Estados Unidos en 1960.

#### Eliminado en primaria
- Joseph C. Shell, líder de la minoría de la Asamblea Estatal de California.

#### Se retiró de la nominación
- Goodwin Knight, exgobernador de California (se retiró el 16 de enero de 1962)
- Harold J. Powers, ex vicegobernador de California (se retiró en marzo de 1962)

### Campaña
Nixon anunció su candidatura a gobernador el 27 de septiembre de 1961, aproximadamente siete meses después de perder las elecciones presidenciales de 1960. Su candidatura fue vista en gran medida como un paso hacia la campaña presidencial de 1964 o 1968. La campaña de Nixon de 1962 fue dirigida por H. R. Haldeman.
El 16 de enero de 1962, el exgobernador Goodwin Knight se vio obligado a retirar su campaña por la nominación tras sufrir un grave caso de hepatitis. Knight había sido un gobernador popular, y su retiro fue beneficioso para las perspectivas de Nixon de ganar la nominación. En la primera semana de marzo de 1962, el ex vicegobernador Harold J. Powers se retiró de las primarias debido a la falta de organización de su campaña y la situación financiera de su candidatura. Esto dejó a Nixon enfrentando solo al líder minoritario conservador de la Asamblea del Estado de California, Joseph C. Shell, en las primarias. Shell era un hombre rico que había ganado su fortuna en el petróleo y era visto como un líder militante de la facción conservadora del Partido Republicano. Shell recibió el apoyo de John Birch Society, a quien había abogado por acoger dentro del partido.
Los demócratas adoptaron un enfoque de no intervención para lidiar con las primarias republicanas, dejando que Nixon y Shell se enfrentaran entre ellos. Nixon había querido realizar una serie de debates con Brown durante la campaña de las primarias, pero Brown rehusó realizarlos.
Shell esperaba ganar el apoyo de los republicanos conservadores y esperaba que hubiera una menor participación republicana en las primarias que llevaría a que el electorado participante tuviera una inclinación significativamente conservadora. Al anunciar su candidatura, Shell afirmó estar buscando el apoyo de los votantes que apoyaran,

A commitment to individual liberty limited only by those powers clearly enumerated in our constitution without reducing our ability to develop private property and free individual enterprise.
Un compromiso con la libertad individual limitado solo por aquellos poderes claramente enumerados en nuestra constitución, sin reducir nuestra capacidad para desarrollar la propiedad privada y la libre empresa individual.
Joseph C. Shell

En términos de apoyo a los líderes del partido, Nixon tenía mucho más apoyo del comité ejecutivo central estatal del Partido Republicano de California que Shell. Sin embargo, surgió una lucha entre los que apoyaban a Nixon y Shell para obtener poder organizativo en las organizaciones del partido en el ámbito de distrito.
Nixon, el 17 de febrero de 1962, declaró que no buscaría el respaldo de la Asamblea Republicana de California (CRA). Esto posiblemente se debió al hecho de que anteriormente, en sus primarias para el Senado de los EE. UU. de 1950, perdió el respaldo de un subcomité de la organización, y tal vez se mostró reacio a buscar el apoyo de la organización nuevamente. El 17 de febrero de 1962, Nixon declaró que él mismo no brindaría respaldo a ningún candidato involucrado con la Sociedad John Birch, y señaló que "no tenía ningún compromiso de respaldar a ningún candidato que busque o acepte el apoyo de la Sociedad John Birch". Nixon rápidamente se retractó de su decisión de no buscar el respaldo de la CRA y decidió indicar que buscaría su nominación y además propondría una resolución en su convención que renunciaría a la Sociedad John Birch.
Nixon venció a Shell por el apoyo al subcomité del comité de investigación de la CRA por 7 a 5 votos. Volvió a vencer a Shell por el apoyo del comité de investigación completo en una votación de 34 a 25. En la votación plenaria de la convención de la CRA, Nixon venció a Shell por el respaldo de la CRA en una votación de 263 a 176. Además, en la convención, Nixon tuvo a un partidario suyo, el exgobernador de Kansas Fred Hall, elegido presidente de la CRA. En la convención, Nixon patrocinó una resolución para repudiar al presidente de la Sociedad John Birch, Robert W. Welch Jr., e instó a los miembros de la CRA a abandonar la Sociedad John Birch si eran miembros de ella. Como los conservadores se opusieron a la resolución, se llegó a un compromiso para adoptar la parte que condena a Welch, pero no adoptar la parte que insta a los miembros de la CRA a abandonar la membresía en la Sociedad John Birch. Cualquier asociación con la John Birch Society parecía políticamente perjudicial para Nixon en una elección general, por lo que él y su campaña consideraron que esta resolución lo ayudaba a tener mayores posibilidades de victoria en una elección general.
Shell viajó mucho durante su campaña utilizando su propio avión privado. Un argumento clave de su campaña fue que la economía del estado estaba amenazada debido a los gastos de la administración de Brown. También atacó el gobierno de Brown alegando una mayor influencia del gobierno federal sobre el estado. Otro argumento clave de su campaña fue que Nixon no podría vencer a Brown en una elección general, argumentando que los votantes de tendencia demócrata se "solidificarían" contra Nixon. Shell también acusó a Nixon o a los partidarios de Nixon de haber recurrido a "tácticas canallas" a través de "susurrar mentiras" sobre la familia de Shell. Shell también cuestionó la experiencia de Nixon en el gobierno estatal y desafió a Nixon a debates televisados.
Nixon hizo campaña en todo el estado, a menudo dirigiéndose a multitudes considerables. Nixon ignoró los ataques de Shell con la esperanza de no alejar el apoyo conservador en las elecciones generales. Los discursos de Nixon trataron temas como los derechos de los estados, reformas a los impuestos y presupuestos, abordar el crimen y eficiencia del gobierno. Esta fue la primera campaña en la que Nixon se postuló para un cargo estatal y, por lo tanto, la primera vez que hizo campaña sobre cuestiones estatales. Además, una serie de vergonzosos deslices políticos que lo hicieron parecer poco preparado, como referirse al Capitolio del Estado de California como la "state house" ("casa del estado").

### Resultados
Los resultados fueron los siguientes:
|  | 65.43 % |

|  | 33.42 % |

|  | 0.88 % |

|  | 0.27 % |

|  | 100 % |

1. 1 2  El total de los votos por escrito fueron para el gobernador y candidato demócrata Pat Brown.

## Elección general

### Campaña
En una campaña amarga y costosa, Brown y Nixon hicieron campaña con gran celo y esfuerzo. Durante la campaña, Nixon acusó a Brown de ser débil ante el comunismo y el crimen. Brown alegó que Nixon solo estaba interesado en ocupar el cargo de gobernador para utilizarlo como un trampolín hacia la presidencia.
Nixon tenía una ventaja en las encuestas desde el principio, pero Brown redujo el margen a medida que pasaba el tiempo, y las encuestas preelectorales mostraban que Brown ganaba.
Dos semanas después de las primarias republicanas, Shell respaldó la candidatura de Nixon. Shell había condicionado el respaldo de Nixon a que accediera a hacer un recorte de 200 millones de dólares al presupuesto estatal y les diera a los conservadores una parte de los delegados de California en la Convención Nacional Republicana de 1964.
Harold J. Powers, que se había retirado de las primarias republicanas, respaldó a Brown en las elecciones generales.

### Resultados
Los resultados fueron los siguientes:
|  | 51.89 % |

|  | 46.82 % |

|  | 1.19 % |

|  | 0.10 % |

|  | 98.61 % |

|  | 1.39 % |

|  | 57.50 % |

1. 1 2  Los votos por escrito fueron para los siguientes candidatos: el perdedor de las primarias republicanas a gobernador Joseph C. Shell, que gano 3,166 votos, para el candidato a gobernador del Partido Socialista Laborista de América Herbert Steiner, que gano 448 votos, para el candidato independiente a gobernador R. C. Irvine, que gano 159 votos y los 2,299 restantes fueron para otros candidatos por escrito.

### Consecuencias
Brown no solo ganó, sino que lo hizo con un sorprendente 5% más que Nixon. Nixon, atónito y frustrado, anunció que se retiraba de la política ("You won't have Nixon to kick around anymore"), una promesa que luego rescindiría después de postularse nuevamente para presidente en 1968; ganó esa elección y luego fue reelegido en 1972, pero renunció en desgracia en 1974 debido al escándalo de Watergate.
Brown fue el primer gobernador del Partido Demócrata reelegido en California desde 1853, y solo el tercer gobernador de cualquier partido reelegido desde que California extendió los mandatos de gobernador a cuatro años en 1862 (después solo de Hiram Johnson y Earl Warren). En las elecciones coincidentes de la Legislatura Estatal de California, el Partido Demócrata retuvo el control de la Legislatura del Estado, marcando la primera vez en el siglo XX que el Partido Demócrata tendría el control de la legislatura del estado por más de un período de cuatro años. El partido ganó el 53,9% del voto popular acumulado en las elecciones a la Legislatura del Estado.